# محمد هدايت
محمد هدايت (بالإندونيسية: Muhammad Hidayat)‏ هو لاعب كرة قدم إندونيسي في مركز لاعب ارتكاز ‏، ولد في 26 أبريل 1996 في بونتانغ في إندونيسيا. لعب مع بيرسيبايا سورابايا.